# Lorenzo Amoruso
Lorenzo Pier Luigi Amoruso (* 28. června 1971 v Bari) je bývalý italský fotbalový obránce. Za svou kariéru hrál v 7 fotbalových klubech. Nejdelší dobu a asi nejúspěšnější období strávil u skotských Rangers. V jejich dresu získal dvakrát treble (vítězství v lize, národním poháru i ligovém poháru). Celkem získal každou z trofejí třikrát. V roce 1996 v dresu Fiorentiny pomohl získat Coppu Italia. Kariéru ukončil v roce 2008 po působení v sanmarinském klubu SS Cosmos. V roce 2002 získal ocenění pro nejlepšího hráče skotské Premier League od hráčské asociace SPFA.